# Acysta
Acysta is een geslacht van wantsen uit de familie van de Tingidae (Netwantsen). Het geslacht werd voor het eerst wetenschappelijk beschreven door Champion in 1898.

## Soorten
Het genus bevat de volgende soorten:

- Acysta australica Drake, 1942
- Acysta hubbelli Drake, 1928
- Acysta integra Champion, 1898
- Acysta interrupta Champion, 1898
- Acysta myrocarpi Drake & Poor, 1938
- Acysta nectandrae Drake & Hambleton, 1934
- Acysta neivai Drake & Hambleton, 1940
- Acysta ocoteae Drake & Hambleton, 1935
- Acysta orthointegra Knudson, 2018
- Acysta perseae (Heidemann, 1908)
- Acysta praeclara Drake & Hambleton, 1934